# 修訂麥加利地震烈度表
麥加利地震烈度表（英語：Mercalli intensity scale）是一個用來量度地震烈度的單位，也就是說用來量化地震對某一特定地點所受到的影響。由地震時地面建築物受破壞的程度、地形地貌改變、人的感覺等宏觀現象來判定。地震烈度源自和應用於十度的罗西–福雷尔地震烈度表，由義大利火山學家朱塞佩·麥加利在1883年及1902年修訂。後來多次被多位地理學家、地震學家和物理學家修訂，成為今天的修訂麥加利地震烈度表（Modified Mercalli intensity scale）。麥加利地震烈度從感覺不到至全部損毀分為1至12度。5度或以上才會造成破壞，烈度會因觀測地點的不同而異。
修訂麥加利地震烈度現在於美國、南韓、香港等地都有採用。並以“修訂麥加利地震烈度表”為基礎延伸出、由印度、各前蘇聯加盟國、以色列等地採用的MSK烈度；繼而再衍生歐洲採用的EMS烈度，以及中國大陸的烈度標準。

## 烈度
| 等級      | 震度                                             | 情況 |
| 1(I)度    | 1.0–3.0                                          | 無感覺。只有儀器能觀察到。 |
| 2(II)度   | 3.0–3.9                                          | 在靜止的情況下，少部分人有感覺。 |
| 3(III)度  | 3.0–3.9                                          | 大部分室內的人感覺到震動，很多人意識不到是地震。                                                                                      |
| 4(IV)度   | 4.0–4.9                                          | 連室外的人也感覺到震動；家中較小的飾物開始搖晃，但不造成破壞。                                                                        |
| 5(V)度    | 4.0–4.9                                          | 所有人都有感覺；睡者驚醒，牲畜不寧，擺鐘停擺，不穩定的物件可能傾翻。                                                                  |
| 6(VI)度   | 5.0–5.9 6度–7度 6.0–6.9 7度–8度 7.0 以上 8度以上 | 很多人慌張逃跑，走路搖晃；玻璃破碎，書籍或擺設從書架掉下，家具移動或翻倒，破壞輕微。                                                  |
| 7(VII)度  | 5.0–5.9 6度–7度 6.0–6.9 7度–8度 7.0 以上 8度以上 | 站立困難。家具損壞。 未加固，建築材料差的建築物出現裂縫或毀壞，開車中的人可以察覺。                                                   |
| 8(VIII)度 | 5.0–5.9 6度–7度 6.0–6.9 7度–8度 7.0 以上 8度以上 | 煙囪、紀念碑、塔、牆倒塌，重型家具移動。 未周密考慮抵抗外力的建築物遭受某種損壞，部分嚴重損毀。水平方向抗力弱的建築物倒塌。破壞力強。 |
| 9(IX)度   | 5.0–5.9 6度–7度 6.0–6.9 7度–8度 7.0 以上 8度以上 | 人民普遍恐慌。 未周密考慮抵抗外力類建築物隨時倒塌。 建築物可能脫離地基。                                                              |
| 10(X)度   | 5.0–5.9 6度–7度 6.0–6.9 7度–8度 7.0 以上 8度以上 | 一些木造建築物毀壞，大多數建築物連同地基毀壞。 鐵路軌道輕微彎曲。                                                                     |
| 11(XI)度  | 5.0–5.9 6度–7度 6.0–6.9 7度–8度 7.0 以上 8度以上 | 只有少數建築物尚未倒塌。 鐵路軌道明顯彎曲，地下管道完全不能使用，地面有很多裂縫、大規模滑坡、山崩，地表斷裂。                         |
| 12(XII)度 | 5.0–5.9 6度–7度 6.0–6.9 7度–8度 7.0 以上 8度以上 | 所有建築物遭受毁滅性破壞，動植物可能滅絕。 天崩地裂，視線扭曲，地貌改觀。 地殼呈波浪狀劇烈抖動或形成大峽谷，物體被拋入空中。          |

## 與其他震度的關係

### 与中国（CSIS）、日本仪器烈度标准的比较
时任福建省地震局局长、地震学者金星团队的研究指出，日本（日本气象厅计测烈度）、美国（基于ShakeMap标准计算的麦加利地震烈度）、中国大陆（中国地震烈度表）三种不同的烈度标准可以统一地换算为由有效峰值加速度Am表示的关系，具体如下：
| 中国（CSIS） | 美国（ShakeMap） | 日本（计测烈度） | 日本（对应烈度等级） |
| ------------ | ---------------- | ---------------- | -------------------- |
| I度          | ＜2.0            | ＜0.8            | 烈度0                |
| I度          | ＜2.0            | ＜0.8            | 烈度1                |
| II度         | 2.0～2.6         | 0.8～1.5         | 烈度1                |
| II度         | 2.0～2.6         | 0.8～1.5         | 烈度2                |
| III度        | 2.6～3.2         | 1.5～2.1         | 烈度2                |
| IV度         | 3.2～3.9         | 2.1～2.8         | 烈度2                |
| IV度         | 3.2～3.9         | 2.1～2.8         | 烈度3                |
| V度          | 3.9～4.6         | 2.8～3.5         | 烈度3                |
| VI度         | 4.6～5.7         | 3.5～4.2         | 烈度4                |
| VII度        | 5.7～6.5         | 4.2～4.9         | 烈度4                |
| VII度        | 5.7～6.5         | 4.2～4.9         | 烈度5弱              |
| VIII度       | 6.5～7.4         | 4.9～5.6         | 烈度5强              |
| VIII度       | 6.5～7.4         | 4.9～5.6         | 烈度6弱              |
| IX度         | 7.4～8.2         | 5.6～6.3         | 烈度6弱              |
| IX度         | 7.4～8.2         | 5.6～6.3         | 烈度6强              |
| X度          | 8.2～9.0         | 6.3～7.0         | 烈度6强              |
| X度          | 8.2～9.0         | 6.3～7.0         | 烈度7                |
| XI度         | 9.0～9.8         | 7.0～7.7         | 烈度7                |
| XII度        | ＞9.8            | ＞7.7            | 烈度7                |

## 參看
- 芮氏地震規模
- 板塊活動

## 外部連結
- 香港天文台：修訂麥加利地震烈度表
- 香港地下天文台網誌：黎克特制與修訂麥加利地震烈度 （页面存档备份，存于）
- 地理入門；地震烈度（页面存档备份，存于）

1. ↑  金星,张红才,李军,康兰池,韦永祥,马强. . 地球物理学进展 (北京). 2013, 28 (5): 2336-2351 （中文（简体））.